# Wojna światów – następne stulecie (album)
Wojna światów – następne stulecie – czwarty album solowy Józefa Skrzeka z muzyką napisaną przez niego z myślą o filmie Piotra Szulkina, zatytułowanym Wojna światów – następne stulecie, lecz ostatecznie wykorzystana w niewielkiej części. Płyta została wydana w 1982 roku nakładem wytwórni Polskie Nagrania „Muza” (SX 2342), która wydała ten materiał także na kasety magnetofonowej (CD-398). Reedycje kompaktowe krążka ukazały się nakładem: Polskich Nagrań (edycja limitowana, Klub Płytowy – PNCD 998, 2005), Metal Mind Productions (MMP CD 0538 DG, 2009) i Gad Records (GAD CD 235, 27.01.2023), poszerzona o pierwotne wersje kilku utworów nagranych latem S1980 roku z udziałem Sławomira Piwowara i Jerzego Piotrowskiego) – wytwórnia ta wydała też dwupłytową wersję koncertową tego albumu pt. Wojna światów live (GAD CD 264, 25.08.2023) z dwoma koncertami z 1981 roku (Praga i Warszawa).

## Historia
Przełom lat 70. i 80. XX wieku to bardzo twórczy okres w bogatej karierze Józefa Skrzeka.
Ponieważ między rokiem 1979 a 1982 rokiem na rynku ukazały się dwie płyty grupy SBB (Welcome i Memento z banalnym tryptykiem), a także cztery jego albumy solowe (Pamiętnik Karoliny, Ojciec chrzestny Dominika, Józefina i Wojna światów – następne stulecie) oraz nagrany z jego udziałem krążek Haliny Frąckowiak pt. Ogród Luizy. Film Piotra Szulkina nakręcony został w szczególnym dla historii Polski roku 1981, ale na ekrany trafił dopiero w lutym roku 1983. Zaś album pod tym samym, co film tytułem ukazał się rok wcześniej w tzw. okładce zastępczej (w dobie stanu wojennego, brakowało papieru, więc okładki płyt innych wykonawców, które się już nie sprzedawały, zadrukowywano z drugiej strony). Była ona czarno-biała z tymże papier jak i druk, nie były najlepszej jakości.
Początkowo longplay ten miał być ścieżką dźwiękową, lecz po pewnym czasie okazał się w większej swojej części, autonomicznym dziełem Skrzeka. Materiał zarejestrowano w styczniu 1981 roku w warszawskim studiu Polskich Nagrań w Warszawie. Skład zespołu, który miał zaledwie kilka tygodni na przygotowanie się do nagrań, Józef Skrzek musiał skompletować bardzo szybko po tym, jak dwa miesiące wcześniej została rozwiązana grupa SBB.
Wojna światów – następne stulecie to materiał różnorodny – do tego mieniący się odcieniami różnych barw.
Dwa tytułowe, dynamiczne motywy instrumentalne – otwierające stronę A longplaya (The War of the Worlds i Wojna światów), zdominowało zgrzytliwe brzmienie syntezatorów mooga. Na płycie dominują utwory o typowo rockowej ekspresji, lecz na krążku sąsiadują one z subtelnymi pejzażami dźwiękowymi z wplecionym w nie lirycznym tembrem saksofonu Tomasza Szukalskiego (Dla Aliny, Szakal). Śląski muzyk także po wiersz Tadeusza Różewicza (Nieznany list), pojawiają się hard rockowe riffy (65th St. Sermon) czy elementy folku (Fade Away).
Album zrealizowany z udziałem Tomasza Szukalskiego, Roberta Goli, Jana Skrzeka i Janusza Ziombera – zajmuje nietuzinkowe miejsce w dyskografii Józefa Skrzeka i pozostaje ważnym epizodem w jego karierze. Jest to zarówno epilog jak i coda jego rockowych eskapad i de facto ostatni jego album solowy, zrealizowany w tejże konwencji w któej znalazło się miejsce dla niecodziennego mariażu mocnych, rockowych gitar, śpiewnego saksofonu i innych instrumentów, sprzężonych z potężnie brzmiącymi syntezatorami – pozostaje ważnym epizodem w jego karierze.

## Lista utworów[3]
Strona A
1. „The War of the Worlds” (muz. Józef Skrzek – sł. Tom Winter) – 03:40
2. „Dla Aliny” (muz. Józef Skrzek) – 03:50
3. „Porno Magazine” (muz. Józef Skrzek – sł. Tom Cunningham) – 01:50
4. „Szakal” (muz. Józef Skrzek) – 02:05
5. „Interception” (muz. Józef Skrzek – sł. Tom Cunningham) – 02:31
6. „Nieznany list” (muz. Józef Skrzek – sł. Tadeusz Różewicz) – 04:00
7. „Wojna światów” (muz. Józef Skrzek) – 02:10

Strona B
1. „65th St. Sermon” (muz. Józef Skrzek – sł. Tom Winter) – 05:26
2. „Fade Away” (muz. Józef Skrzek – sł. Tom Winter) – 02:04
3. „Wonderful Sky-Ride” (muz. Józef Skrzek – sł. Tom Winter) – 06:17
4. „The Gig” (muz. Józef Skrzek – sł. Tom Winter) – 04:58

- Nagrano w styczniu 1981 roku w studiu Polskich Nagrań Warszawie.

Bonusy na reedycji kompaktowej, wydanej nakładem wydawnictwa Metal Mind Productions (MMP CD 0538 DG)
Unreleased Music From Motion Picture (Warsaw, January 1981)
1. (12.) „Iron Idem Independent News”
2. (13.) „Ulica”
3. (14.) „Smutek”

- Muzyka: Józef Skrzek

Unreleased Sessions for WFDiF (Opole, June 1981)
1. (15.) „Białe wieże”
2. (16.) „Gwiezdna nimfa”
3. (17.) „Jaśkowa melodyjka”
4. (18.) „W pogoni za koniem”
5. (19.) „Spacer z Pultyną”
6. (20.) „Wycieczka do wujka Władka”
7. (21.) „Dla Joasi (Sweet Pultyna)”
8. (22.) „Płacz mimozy”
9. (23.) „Płacz Kariny”
10. (24.) „Archipelag wśród galaktyki”Archipelag wśród galaktyki
11. (25.) „Pięć basów (Spacer przed przerwą)”
12. (26.) „Smutny miś Jogi”
13. (27.) „W kręgu myśli”

- Muzyka: Józef Skrzek

Bonusy na reedycji kompaktowej, wydanej nakładem wydawnictwa Gad Records (GAD CD 235)
1. (12.) „Wielki świat”
2. (13.) „Interception (first version)”
3. (14.) „Porno Magazine (first version)”
4. (15.) „65th St Sermon (first version)”
5. (16.) „Fade Away (first version)”
6. (17.) „Wonderful Sky-Ride (first version)”
7. (18.) „The Gig (first version)”

- Sławomir Piwowar – gitara (13-18)
- Jerzy Piotrowski – perkusja (13-18)
- Utwory 12 i 14-18 – wcześniej niepublikowane (1980)
- Utwór 13 (1980) ukazał się wcześniej w boxie Józefa Skrzeka pt. Viator 1973–2007

## Twórcy[1][3]
- Józef Skrzek – śpiew (A1, A3, A5, A6, B1 to B4)), gitara basowa (A1, A3, A5, A6, B1, B4)), polymoog (A2-A4, A6, B3, B4), minimoog (A1, A2, A6, A7, B3, B4), micromoog (A2, A3, A6), pianino Fendera) (A2, A3), fortepian (A6, B2, B3),
- Robert Gola – gitara (A1-A3, A5, A7, B1-B4)
- Tomasz Szukalski – saksofon sopranowy (A2, A4, B3-B4) i ternorowy (A5, B3)
- Jan Skrzek – harmonijka ustna (B2, B4)
- Janusz Ziomber – perkusja (A1-A3, A5, B1, B3-B4)
- Hubert Rutkowski – dzwony rurowe (A1), kotły (B4)

oraz
- Michał Gola – operator dźwięku
- Jacek Złotkowski – reżyser nagrania
- Piotr Stolarczyk – projekt graficzny

## Reedycja Gad Records (2023)[3]
- Michał Wilczyński – producent reedycji
- Łukasz Hernik – współproducent, projekt graficzny
- Emilia Zięba – redakcja
- Tomasz Sikora, Mirosław Ryszard Makowski, Janusz Fila – zdjęcia
- Przemysław Pomarański – obróbka zdjęć